# Kacanovy
Kacanovy är en ort i Tjeckien. Den ligger i den centrala delen av landet, 70 km nordost om huvudstaden Prag. Kacanovy ligger 284 meter över havet och antalet invånare är 174.
Terrängen runt Kacanovy är platt åt sydväst, men åt nordost är den kuperad. Runt Kacanovy är det tätbefolkat, med 286 invånare per kvadratkilometer. Närmaste större samhälle är Jablonec nad Nisou, 19,4 km norr om Kacanovy. Trakten runt Kacanovy består till största delen av jordbruksmark.